# 潘綱大
潘綱大（1996年5月5日—），臺灣男演員。

## 生平
潘綱大出身於4人家庭，父母皆為警官出身，另有1位哥哥。他就讀國立臺灣師範大學機電工程學系時，另外修讀表演藝術學士學位學程，並開始在學生製片以及劇場作品裡演出。2017年他演出茄子蛋的歌曲《浪子回頭》音樂錄影帶，該影片在Youtube突破1億2000萬次點閱。
2021年他因演出電影《該死的阿修羅》而入圍第58屆金馬獎最佳新演員獎。

## 演出作品

### 電影
| 年度   | 電影                 | 角色   | 導演   | 備註 |
| ------ | -------------------- | ------ | ------ | ---- |
| 2021年 | 《一杯熱奶茶的等待》 | 陳紹平 | 詹馥華 |      |
| 2022年 | 《該死的阿修羅》     | 阿興   | 樓一安 |      |
| 2024年 | 《蟲》               |        | 王凱民 |      |
| 2025年 | 《河鰻》             |        | 朱駿騰 |      |

### 電視劇
| 年度   | 劇名                | 角色   | 導演           | 平台     | 類型     | 備註 |
| ------ | ------------------- | ------ | -------------- | -------- | -------- | ---- |
| 2019年 | 《影匿人生》        | Brian  | 呂吉元         | HBO      | 劇集     |      |
| 2020年 | 《風中浮沉的花蕊》  | 許志雄 | 殷振豪         | 公共電視 | 電視電影 |      |
| 2020年 | 《人生清理員》      | 陳彥明 | 陳大璞         | 公共電視 | 電視電影 |      |
| 2023年 | 《人選之人-造浪者》 | 蔡易安 | 林君陽         | Netflix  | 劇集     |      |
| 2024年 | 《誰是被害者2》     | 吳俊律 | 莊絢維、陳冠仲 | Netflix  | 劇集     |      |
| 未定   | 《聰明鎮》          |        | 謝駿毅         |          | 劇集     |      |

### 短片
- 2016年：《再見昨日》
- 2016年：《0010》
- 2017年：《刺環》
- 2019年：《拉格朗日什麼辦法》
- 2019年：《我和我們》
- 2019年：《勿入奇途》
- 2019年：《機車老爸》
- 2020年：《月光捕手》
- 2021年：《獨攀者》
- 2021年：《台北過手無暝無日》
- 2021年：《著迷》第58屆金馬獎開場大片
- 2024年：《百無聊賴的我》

### 音樂錄影帶
- 2017年：《浪子回頭》(歌手：茄子蛋)
- 2018年：《日常》(歌手：茄子蛋)
- 2018年：《浪流連》(歌手：茄子蛋)
- 2018年：《情景劇》(歌手：陳粒)
- 2019年：《我累了，你淚了嗎》(歌手：田亞霍)
- 2019年：《行前準備》(歌手：魚條樂團)
- 2019年：《HoydeA》(歌手：傻子與白痴)
- 2019年：《為你變成他》(歌手：蘇慧倫)
- 2024年 ：《12000 km》（歌手：柯泯薰）

## 獎項紀錄
| 年份   | 頒獎典禮         | 獎項       | 影片             | 角色 | 結果 |
| ------ | ---------------- | ---------- | ---------------- | ---- | ---- |
| 2021年 | 第58屆金馬獎     | 最佳新演員 | 《該死的阿修羅》 | 阿興 | 提名 |
| 2022年 | 第24屆台北電影獎 | 最佳男配角 | 《該死的阿修羅》 | 阿興 | 提名 |
| 2025年 | 第27屆台北電影獎 | 最佳男主角 | 《河鰻》         |      | 提名 |

## 外部連結
- 潘綱大的新浪微博
- 潘綱大在互联网电影资料库（IMDb）上的資料（英文）
- 潘綱大的Facebook專頁
- 潘綱大的Instagram帳戶